# Wayzata
Wayzata är en stad (city) i Hennepin County i Minnesota och en av Minneapolis västra förorter. Vid 2010 års folkräkning hade Wayzata 3 688 invånare.